# سويدية فنلندا
السويدية الفنلندية (بالسويدية: finlandssvenska) مصطلح عام لمجموعة وثيقة الصلة من اللهجات السويدية المحدث بها في فنلندا من قبل الفنلنديين الناطقين بالسويدية كلغة الأم. أغلب هذه اللهجات واللهجات المحكية في السويد مفهومة فيما بينها، رغم أن بعض اللهجات في بوهيانما تكاد تكون غير مفهومة للناطقين بالسويدية في الجنوب فنلندا (فضلا عن السويد). ومع ذلك، فإن معظم الفنلنديين الناطقين باللغة السويدية يأكدون أن السويدية الفنلندية ليست لغة منفصلة عن تلك المحكية بالسويد . اللهجات السويدية في فنلندا تعتبر تنوعاً للغة السويدية، كما أن معايير الكتابة في السويدية الصحيحة مطبقة تماماً في السويدية الفنلندية .